# 花妃舞音
花妃舞音（日语：／，11月13日—），寶塚歌劇團月組娘役。暱稱，秋田縣秋田市人，畢業於秋田大學教育文化學部附属中學，身高163公分。

## 簡介
- 2020年，進入寶塚歌劇團，106期生[2][3]，同期生有華世京(現雪組男役)、華純沙那(現雪組娘役)[2]。初次登台表演是月組公演『WELCOME TO TAKARAZUKA-雪と月と花と-(WELCOME TO TAKARAZUKA ─雪與月和花─)』『ピガール狂騒曲(皮加勒狂想曲)』[2][4]，之後被分到月組。
- 2022年，被選為『今夜、ロマンス劇場で(今夜，在浪漫劇場與妳相遇)』新人公演女主角[2][5][6]；2023年『フリューゲル-君がくれた翼-(Flügel─你給予我的翅膀─)』新人公演再次擔任女主角[7][8]。
- 2024年，第一次擔任東上(東京特別公演)女主角，劇目是『BLUFF（ブラフ）－復讐のシナリオ－(虛張聲勢-復仇計畫)』。

## 寶塚歌劇團時期

### 初舞台
- 2020年9月25日 寶塚大劇場 月組『WELCOME TO TAKARAZUKA-雪と月と花と-(WELCOME TO TAKARAZUKA ─雪與月和花─)』『ピガール狂騒曲(皮加勒狂想曲)』[9]

### 月組時期
- 2020年11月-2021年1月 東京寶塚劇場 『WELCOME TO TAKARAZUKA-雪と月と花と-(WELCOME TO TAKARAZUKA ─雪與月和花─)』『ピガール狂騒曲(皮加勒狂想曲)』[10]
- 2021年5-8月 『桜嵐記（おうらんき）(櫻嵐記)』新人公演 飾演:少年楠木正儀 (正式公演:一乃凜)『Dream Chaser(追夢人)』[11]
- 2021年10-11月 博多座 『川霧の橋(川霧的橋，改編山本周五郎原作小說「柳橋物語」)』飾演:阿君『Dream Chaser-新たな夢へ-(追夢人-新的夢想)』[12]
- 2022年1-3月 『今夜、ロマンス劇場で(今夜，在浪漫劇場與妳相遇)』新人公演 飾演:美雪 (正式公演:海乃美月)『FULL SWING!』[2][13][14]＊第一次擔任新人公演女主角
- 2022年5月 日本青年館、梅田藝術劇場 『ブエノスアイレスの風(布宜諾斯艾利斯的風)』飾演:リリアナ(莉莉安娜)[2][15][16]
- 2022年7-8月 寶塚大劇場 『グレート・ギャツビー(大亨小傳)』
- 2022年7-8月 東京寶塚劇場 『グレート・ギャツビー(大亨小傳)』新人公演 飾演:ジュディ(茱蒂)[2][17]
- 2022年11-12月 『ブラック・ジャック 危険な賭け(怪醫黑傑克-危險的賭注)』飾演:ローラ(蘿拉)[18]※全國巡迴公演
- 2023年2-4月 『応天の門(應天之門)』飾演:藤原多美子 新人公演 飾演:白梅(正式公演:彩みちる)『Deep Sea-海神たちのカルナバル-(Deep Sea-海神們的嘉年華會)』[2][19]
- 2023年6月 寶塚Bow Hall公演『月の燈影（ほかげ）(月之燈影)』飾演:阿壱[20]
- 2023年8-9月 寶塚大劇場 『フリューゲル-君がくれた翼-(Flügel─你給予我的翅膀─)』飾演:クララ・シュローダー(克拉拉・施洛德) 新人公演 飾演:ナディア・シュナイダー(娜迪亞・休奈達)(正式公演:海乃美月)『萬華鏡百景色（ばんかきょうひゃくげしき）(萬花筒百景色)』[21]＊擔任新人公演女主角
- 2023年10-11月 東京寶塚劇場 『フリューゲル-君がくれた翼-(Flügel─你給予我的翅膀─)』飾演:クララ・シュローダー(克拉拉・施洛德)『萬華鏡百景色（ばんかきょうひゃくげしき）(萬花筒百景色)』[21]
- 2024年1-2月 寶塚Bow Hall公演 『Golden Dead Schiele(黃金死神-席勒)』飾演:エディト・ハルムス(伊迪絲・哈姆斯)[22][23]
- 2024年3-7月 『Eternal Voice 消え殘る想い(Eternal Voice 殘存的思念)』飾演:エレノア(艾莉諾)『Grande TAKARAZUKA 110!(偉大的寶塚110!)』[24]
- 2024年8-9月 東京藝術劇場、寶塚Bow Hall公演 『BLUFF（ブラフ）－復讐のシナリオ－(虛張聲勢-復仇計畫)』飾演:シャロン(莎朗)[25]＊第一次擔任東上(東京特別公演)女主角
- 2024年11月-2025年3月 『ゴールデン・リバティ(黃金自由)』飾演:アイダ(艾達) 新人公演 飾演:スミス(史密斯)(正式公演:桃歌雪)『PHOENIX RISING（フェニックス・ライジング）－IN THE MOONLIGHT－(鳳凰涅槃-在月光下)』[26]
- 2025年4-5月 『花の業平(花之業平)』飾演:恬子內親王(伊勢齋宮)『PHOENIX RISING(鳳凰涅槃-在月光下)』[27]※全國巡迴公演
- 2025年7-11月 『GUYS AND DOLLS(紅男綠女)』飾演:ホット・ボックス・ドールズ(HOT BOX 夜店女郎) 新人公演 飾演:アガサ(阿加莎)(正式公演:妃純凛)[28]

## 外部連結
- 寶塚官網花妃舞音介紹頁面 （页面存档备份，存于）